# Glossophaginae
Glossophaginae é uma subfamília de morcegos da família Phyllostomidae, com 11 gêneros e 40 espécies . Os membros dessa subfamília ocorrem nas regiões tropicais do México, América Central (incluindo o Caribe) e América do Sul . As espécies da subfamília são nectarívoras, mas podem consumir outros recursos como insetos e frutos.

## Taxonomia e Evolução
Filogenias moleculares e análises da morfologia da língua revelaram a existência de duas grandas irradiações de morcegos necatívoros em Phyllostomidae, correspondendo às subfamílias Glossophaginae e Lonchophyllinae.

## Classificação
- Tribo Glossophagini Bonaparte, 1845
  - Monophyllus Leach, 1821
  - Glossophaga É. Geoffroy, 1818
  - Leptonycteris Lydekker, 1891

- Tribo Brachyphyllini Gray, 1866
  - Brachyphylla Gray, 1834
  - Phyllonycteris Gundlach in Peters, 1861
  - Erophylla Miller, 1906

- Tribo Choeroncyterini Solmen, 1998
  - Anoura Gray, 1838
  - Hyloncyteris Thomas, 1903
  - Choeroniscus Thomas, 1928
  - Choeronycteris Tschudi, 1844
  - Dryadonycteris Nogueira, Lima, Peracchi e Simmons, 2012
  - Musoncyteris Schaldach e McLaughlin, 1960
  - Lichonycteris Thomas, 1895
  - Scleronycteris Thomas, 1912